# Ајмара (народ)
Ајмара су други по бројности међу индијанским народима Америке (после народа Кечуа). Живе претежно у Боливији, где чине трећи народ по бројности, након Боливијаца (који говоре шпански језик) и народа Кечуа. Преци народа Ајмара, настањени око језера Титикака, су у средњем веку имали развијену цивилизацију. Има их укупно 3.234.000, од чега 2.280.000 у Боливији, 928.000 у Перуу и 25.000 у Чилеу. Говоре језиком ајмара, који припада андско-екваторијалној групи америндијанске породице језика. По вери су католици, а сачувана су и традиционална веровања. Њихов језик, ајмара, је један од службених језика Боливије.